# Коскеницы
Коскеницы — деревня в Колчановском сельском поселении Волховского района Ленинградской области.

## История
Деревня Коскиницы упоминается на карте Санкт-Петербургской губернии Ф. Ф. Шуберта 1834 года.

КОСТЕНИЦЫ — деревня принадлежит гвардии поручику Головину, число жителей по ревизии: 28 м. п., 31 ж. п.. (1838 год)

На карте Ф. Ф. Шуберта 1844 года отмечена деревня Коскиницы.

КОСКЕНИЦЫ — деревня генерала Теляковского, коллежского асессора Головина, по просёлочной дороге, число дворов — 11, число душ — 33 м. п. (1856 год)

КОСКЕНИЦЫ — деревня владельческая при реке Сяси, число дворов — 11, число жителей: 41 м. п., 52 ж. п.

Часовня православная. (1862 год)

В 1866—1867 годах временнообязанные крестьяне деревни выкупили свои земельные наделы у графа И. И. Головина и стали собственниками земли.

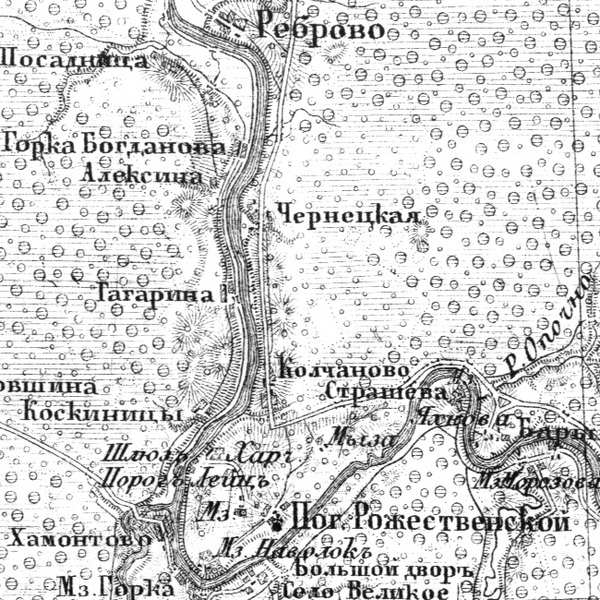
Деревня Коскеницы на карте Ф. Ф. Шуберта 1872 года

Согласно топографической карте 1872 года деревня называлась Коскиницы.
В конце XIX — начале XX века деревня административно относилась к Хамонтовской волости 2-го стана Новоладожского уезда Санкт-Петербургской губернии.
По данным «Памятной книжки Санкт-Петербургской губернии» за 1905 год деревня называлась Косткеницы.
Согласно военно-топографической карте Петроградской и Новгородской губерний издания 1915 года деревня называлось Коскиницы.
С 1917 по 1927 год деревня Коскиницы входила в состав Хамонтовского сельсовета Хамонтовско-Волчковской волости Волховского уезда.
С 1927 года в составе Волховского района.
С 1928 года в составе Колчановского сельсовета. В 1928 году население деревни Коскиницы составляло 135 человек.
По данным 1933 года деревня называлась Коскеници и входила в состав Колчановского сельсовета Волховского района Ленинградской области.
С 1946 года в составе Новоладожского района.
С 1950 года в составе Ежовского сельсовета.
С 1958 года вновь в составе Колчановского сельсовета.
В 1958 году население деревни составляло 58 человек.
С 1963 года в составе Волховского района.
По данным 1966, 1973 и 1990 годов деревня Коскеницы также входила в состав Колчановского сельсовета Волховского района.
В 1997 году в деревне Коскеницы Колчановской волости проживали 25 человек, в 2002 году — 21 человек (все русские).
В 2007 году в деревне Коскеницы Колчановского СП — 44, в 2010 году — 27 человек.

## География
Деревня расположена в центральной части района на автодороге 41К-061 (Колчаново — Бор).
Расстояние до административного центра поселения — 5 км.
Близ деревни проходит железнодорожная линия Волховстрой I—Лодейное Поле. Расстояние до ближайшей железнодорожной платформы Хамонтово (141 км) — 1 км.
Деревня находится на левом берегу реки Сясь.

## Демография
| 1838 | 1862 | 1997 | 2002 | 2007 | 2010 | 2013 |
| ---- | ---- | ---- | ---- | ---- | ---- | ---- |
| 59   | ↗93  | ↘25  | ↘21  | ↗44  | ↘27  | ↗61  |
| 2017 |      |      |      |      |      |      |
| ↘32  |      |      |      |      |      |      |

### Национальный состав
По данным Всероссийской переписи населения 2021 года в деревне проживали 29 человек, из них:
 русские — 23, азербайджанцы — 4, другие национальности — 2 человека.

## Улицы
Речная.